# Masku
Masku (/ˈmɑsku/) là một đô thị của Phần Lan.
Vị trí ở tỉnh của Tây Phần Lan thuộc vùng Tây Nam Phần Lan. Đô thị này có dân số 5.869 người (thời điểm ngày 31 tháng 12 năm 2004)và diện tích 93,11 km² (trừ phần mặt biển) trong đó có 0,12 km² là mặt nước nội địa. Mật độ dân số là 63,11 người trên mỗi km².
Dân đô thị này chỉ sử dụng tiếng Phần Lan Trước đây, tên đô thị này là "Masko" trong các tài liệu tiếng Thụy Điển, nhưng ngày nay có tên "Masku" cũng trong tiếng Thụy Điển.